# Болвашніца
Болвашніца (рум. Bolvașnița) — село у повіті Караш-Северін в Румунії. Адміністративний центр комуни Болвашніца.
Село розташоване на відстані 314 км на захід від Бухареста, 33 км на схід від Решиці, 95 км на південний схід від Тімішоари.

## Населення
За даними перепису населення 2002 року у селі проживали 519 осіб, з них 517 осіб (99,6%) румунів. Усі жителі села рідною мовою назвали румунську.